# Hypodoxa leprosa
Hypodoxa leprosa là một loài bướm đêm trong họ Geometridae.